# 臺北市立高中校長遴選爭議

為2015年台北校長遴選黑箱事件中成淵高中、建國中學、明倫高中、華江高中所共同組成的自救聯盟所發行的刊物，內容解釋了整體的事件源起、制度爭議之處以及呼籲大眾關心

臺北市立高中校長遴選爭議是2015年臺北市發生，從成淵高中起頭多所高中因為校長遴選制度爭議而引發校內學生家長和老師反彈的事件。此事件暴露了現有遴選制度的過時與不公，也造成多家學校受害。

## 制度爭議之處
- 票數比例無法反映民意：校長遴選總投票數15票，分別為學校教師會1票、學校家長會1票、臺北市教師會1票、臺北市高中學生家長會聯合會1票、臺北市中等學校校長協會1票、臺北市政府教育局聘任的專家學者5票、臺北市政府市教育局代表5票，總計臺北市政府教育局及其主導遴聘的專家有10票[1][2][3]。如果臺北市政府教育局代表以及專家學者最後投票選出的人選和教師會與家長會的不同，將會有新任校長無民意基礎之情形，恐導致學校政務有所衝突。

- 遴選過程黑箱作業:臺北市政府教育局遴選後只公布當選人選，民眾無法得知遴選會之討論內容及最後票數。
- 校長評鑑結果不主動公開:校長評鑑為校長遴選中候選人辦學的重要指標依據，但臺北市政府教育局在遴選過程中並沒有主動公開相關資訊。
- 相關會議記錄不公開:校長遴選中如家長會等相關會議的記錄是作為支持其認可人選的重要依據，但學校和臺北市政府教育局也未主動公開。
- 遴選人員和候選人利益衝突未迴避:遴選人員和學校原任校長支持之候選人有親屬及有學位論文指導之師生關係者未迴避，使人對其公正性起疑。

## 事件源起

### 成淵高中
事件源起於成淵高中舉行校長選舉，兩名校長候選人分別為教育部十二年國民基本教育專案辦公室辦公室主任陳大魁與成淵高中秘書朱逸華。經校內投票後，校內教師票數陳大魁獲113票、朱逸華獲22票；家長票數則是46票和40票，陳大魁擁有校內7成民意。但是在經過市教育局召開的遴選委員會投票決議結果，卻是由朱逸華出任成淵高中校長一職。由於朱逸華在校內僅有2成支持率，經遴選委員會投票後竟當選為校長，遭批評為黑箱作業。。且原任校長趙雅鈴為台北市教育局局長湯志民之學生，也產生利益衝突未迴避之爭議，另外還有原校長趙雅鈴遭指控涉及逼退原有意參與遴選的教務主任張云棻以及企圖恐嚇打壓復興高中校長方淑芬參選。

### 建國中學
建國中學於本次遴選中選出麗山高中校長徐建國為新任校長，然而其校內投票過程中候選人過去在麗山高中的辦學績效評鑑不公開，使投票人無從參考，直到遴選會正式開會時才公布，又在遴選會上要求每人都必須簽下保密協定，不能對外公布。而徐建國辦學績效評鑑為「良好」(為三等第中的最低等第)以及涉及政見抄襲麗山高中校務計畫而被上呈教育局，使人質疑新校長的辦學能力。而且該次遴選會議有兩名委員沒有收到開會通知，教育局以2票不影響13票為由認定會議有效而通過其任命，也有爭議。

### 明倫高中
明倫高中校長遴選有總計八位候選人參加，該校教師會採取兩階段意向投票，本校第一階段教師投票率86.5%，選出前五位高票候選人進入教育局遴選初審，其中並不包含當選的曾美蕙候選人(得16票，最高票者67票）,然而在教育局遴選初審會議中，第一階段得票倒數第二的候選人曾美蕙卻過關進入複選。第二階段校內教師投票率95%，獲校內75 %支持的第一推薦序位劉桂光候選人(得77票)(兩次選舉皆為第一高票且同為家長會推薦的第一人選)卻在教育局遴選委員會落選，而第二階段得票率僅為8.8%的曾美蕙候選人(9票)成為明倫高中的新任校長。

### 華江高中
華江高中教師會代表投票結果選擇的是原成淵高中教務主任張云棻，大部分教師都對張云棻的政見較認同，對上原民權國中校長陳春梅的票數比例是2：1。而家長會代表則將票投給了候選人陳春梅，最終票數是49:1。在重大分歧下，十五人遴選委員會以「專家學者多方評估」在短短的幾小時之內選出了陳春梅校長為新校長。其中家長會討論校長遴選的會議記錄雖宣稱學校網站都有公開，但卻未公開，使人質疑。

### 復興高中
復興高中校長選舉有8人報名，其中5位進入最後遴選，教師會支持曾擔任該校主任的新北市桃子腳國中小校長李惠銘，但家長會支持北市中正高中前主任鄭雅芬。復興高中教師會會長黃博明指出，北市市長柯文哲一再強調「公開透明」，今年前兩輪校長遴選都有公告候選人的治校理念說明書，復興等校在第3輪卻沒有，他們對校長遴選的作業辦法很有意見，質疑教育局「論功行賞」。然而，復興高中家長會會長王志賢稱讚鄭雅芬很好，歷練完整、藝才教學有經驗，鄭拿到家長會8成票數，而教師會支持的李惠銘連該校校長遴選小組辦理的候選人治校理念說明會都沒有出席，家長會得知李在新北6年卻辦過3次退休，擔心有問題。
大理高中
2025年大理高中校長選舉有6人報名(6人取5人)，然而在教育局遴選初審會議中，第一階段第一推薦序位永春高中呂慶書候選人(為第一高票且同為家長會推薦的第一人選)卻在教育局遴選委員會落選。臺北市教育局在無任何法源依據下，即要求學校函報投票意向結果，此舉將導致意向投票結果反向干擾原應獨立客觀之書面審查，形同預設立場地篩選人選，影響遴選委員專業職權的正當行使。依《臺北市高級中等學校校長遴選聘任及辦學績效考評補充規定》第16點第（三）款明訂：「應於候選人說明會辦理完成當日進行家長會及教師會之意向表達投票」。但本案並未辦理候選人說明會，即逕行意向投票，明顯違反程序設計原意。缺乏說明會作為資訊平衡與選民了解機會之保障，將直接影響意向投票的公平與參考價值。面對明顯程序瑕疵，教育局卻置之不理，有愧於社會大眾對公正與透明程序的期待，更辜負了第一線教育工作者的辛勞與信任。

## 後續發展
此事件導致成淵高中校內家長和老師的不滿，並到教育局展開抗議，成淵校內學生也成立自救會提出以下訴求:
- 公開透明遴選過程
- 反對黑箱作業
- 教育局修改遴選辦法
- 說明新校長當選之正當性

同時也遭遇相同處境的建國中學、明倫高中、華江高中學生也各自對其展開抗議。

此事件直接促使台北市教育局擴大辦理104學年度高級中等學校校長遴選檢討會議，並於104年12月24日修訂發布「臺北市高級中等學校校長遴選聘任及辦學績效考評補充規定」。105學年辦理校長遴選作業，主要修正內容如下：
- 遴選委員會委員減至13人，其中專家學者及市政府府內代表各減1席，提升教師與家長參與比例。
- 校內意向表達結果於遴選會前函報市政府教育局，由教育局於遴選會報告，明定校內意向表達投票的方式，並規定事前函報會議紀錄與結果。
- 規定各階段校長候選人的校務發展規劃書皆由教育局公告於網站，以供各界瞭解其學校經營規劃。
- 辦理校長遴選作業及流程研習或說明會，提升參與人員熟悉遴選作業流程及規範，針對校長任期屆滿4年和8年的學校人事、教師及家長，辦理校長遴選相關研習或說明會，以協助參與人員熟悉遴選作業流程及規範。

## 類似事件

### 成功大學
成功大學於2014年10月21日選出新任校長蘇慧貞，但選舉結果卻引發校內議論，原因在於遴選委員會初選和第二階段校內專任教師投票結果均未公布，且第三階段的第一輪5人選3人，第二輪3人選2人，還未進入最後一輪2選1，就取第二輪3選2最高票當選，且投票過程中，第二輪3選2選票未重新製作，導致其中一票圈錯淪為廢票，副校長何志欽以1票之差落敗，明顯有重大瑕疵，導致10多位師生連署批評過程有瑕疵，呼籲重啟投票機制。，而校內的學生也展開一系列抗議行動，如在2015年10月28日校方舉行校務會議之際，學生代表們進入即將召開校務會議的國際會議廳將門反鎖且以鐵鍊鎖上，場外貼滿了抗議海報，且在校方臨時更換地點開會後跟著轉移陣地。最後因學生持續抗議導致會議被迫中斷。另外在2015年6月的成大畢業典禮上，零貳社的8名學生也到場抗議校長遴選程序的瑕疵問題。學生代表說明說他們提出請校方公布遴選程序中專任教師同意權票數，並依《政府資訊公開法》、《成大校園資訊公開法》公開資訊，但超過了法定的15天校方依舊無回應。學生代表們已向教育部提出行政訴願，希望公布成大校長遴選的資訊。因已在校務會議內照程序反映卻一直未獲得校方回應，所以用癱瘓校務會議方式表達抗議。對這一切，校方回應說關於遴選過程應依校園資訊公開的規定開放一事因為校長遴選過程並非公開的項目，因此完全合法。

### 成德高中、建功高中
2023年5月，新竹市立成德高級中學時任校長楊青山在市立高中校長續任評鑑獲不合格處分，並向高虹安市府申訴遭到駁回，轉而向教育部進行申訴，並於2024年3月得到教育部要求竹市府撤銷不續任處分的回應，原因在於此次竹市府的校長續任評鑑委員名單有人違反「高級中等學校校長遴選聘任及辦學績效考評辦法」中規定評鑑委員須為現任學校校長以及設有教育系所的大學相關人物的身分，兩位瑕疵委員分別為竹科實中已退休的黃芳芷前校長以及校內未設教育系的中華大學副校長解鴻年，造成成德高中新選校長沈永昆以及建功高中現任校長林國松的遴選作業失去正當性，成了「黑牌校長」，而高虹安則回應校長評鑑委員是沿用林智堅市府的評鑑委員名單，而市議員楊宜玲則打臉前朝評鑑名單不包含解鴻年以及林智堅時期的校長評鑑過程中不會沒收當事人發言權，並指出這次的評鑑還有委員未出席卻出現在會議記錄中，有偽造文書之嫌；而陳建名市議員則指出解鴻年為高虹安的御用委員，常出現在市府環評、都更等審議會議等，並爆料楊青山是因秉公行事而得罪了高市府相關派系人物遭到不續任處分。

## 外部連結
- 成淵學權會：原為反對校長遴選黑箱而設立，而後改名為成淵學權會並轉為爭取學生權益。
- 建中班聯會69屆下行政部門：為建中班聯會專頁，也積極參與反對校長遴選黑箱之活動。